# Álvaro Valle
Alvaro Bastos do Valle (Rio de Janeiro, 15 de maio de 1934 — Rio de Janeiro, 9 de janeiro de 2000) foi um advogado, filósofo, diplomata e político brasileiro, fundador e primeiro presidente do Partido Liberal (PL).

## Biografia
Filho de Alvaro Dias do Valle e Laura Evangelina Bastos do Valle. Advogado com Bacharelado em Direito pela Universidade Federal do Rio de Janeiro em 1956 e licenciado em Filosofia pela Universidade do Estado do Rio de Janeiro em 1958. Em momento posterior estudou nos Estados Unidos, Suécia, Áustria, Alemanha e Itália e depois cursou o Instituto Rio Branco onde trabalhou na divisão de orçamento do Itamaraty onde iniciou sua carreira diplomática ocupando cargos de assessoramento e chefia até chegar a embaixador em 1994.
Em 1962 foi eleito deputado estadual pela Guanabara pelo Partido Democrata Cristão (PDC), mas deixou o cargo em julho de 1964 ao ser transferido para a embaixada do Brasil em Washington e a seguir foi para a Suécia e a Argentina. Com a instituição do bipartidarismo pelo Ato Institucional Número Dois em 1965 ingressou na Aliança Renovadora Nacional (ARENA) e foi suplente de deputado federal pelo Rio de Janeiro em 1966. Reeleito deputado estadual pela Guanabara em 1970, pediu licença da carreira diplomática. Eleito deputado federal pela Guanabara em 1974, a partir de 15 de março de 1975 passou a representar o Rio de Janeiro após a fusão com a Guanabara. Reeleito em 1978, apoiou a abertura política do Governo Ernesto Geisel. Com a volta ao pluripartidarismo no governo João Figueiredo articulou a recriação do PDC, mas filiou-se ao PDS sendo reeleito em 1982. Licenciado para servir na embaixada brasileira em Paris retornou ao Congresso Nacional a tempo de votar a favor da Emenda Dante de Oliveira e em Tancredo Neves na eleição presidencial indireta em 1985. Com a criação do PFL ingressou no partido, entretanto divergências com o diretório estadual o levaram a fundar o Partido Liberal (PL) em 25 de junho de 1985. Na nova agremiação foi candidato a prefeito do Rio de Janeiro em 1985 e 1988, sem sucesso. Foi reeleito deputado federal em 1986, 1990 e 1994.
Em 9 de janeiro de 2000 morreu em decorrência de um câncer intestinal.